# 赫斯佩里得斯山
62°38′42″S 60°22′13″W / 62.64500°S 60.37028°W

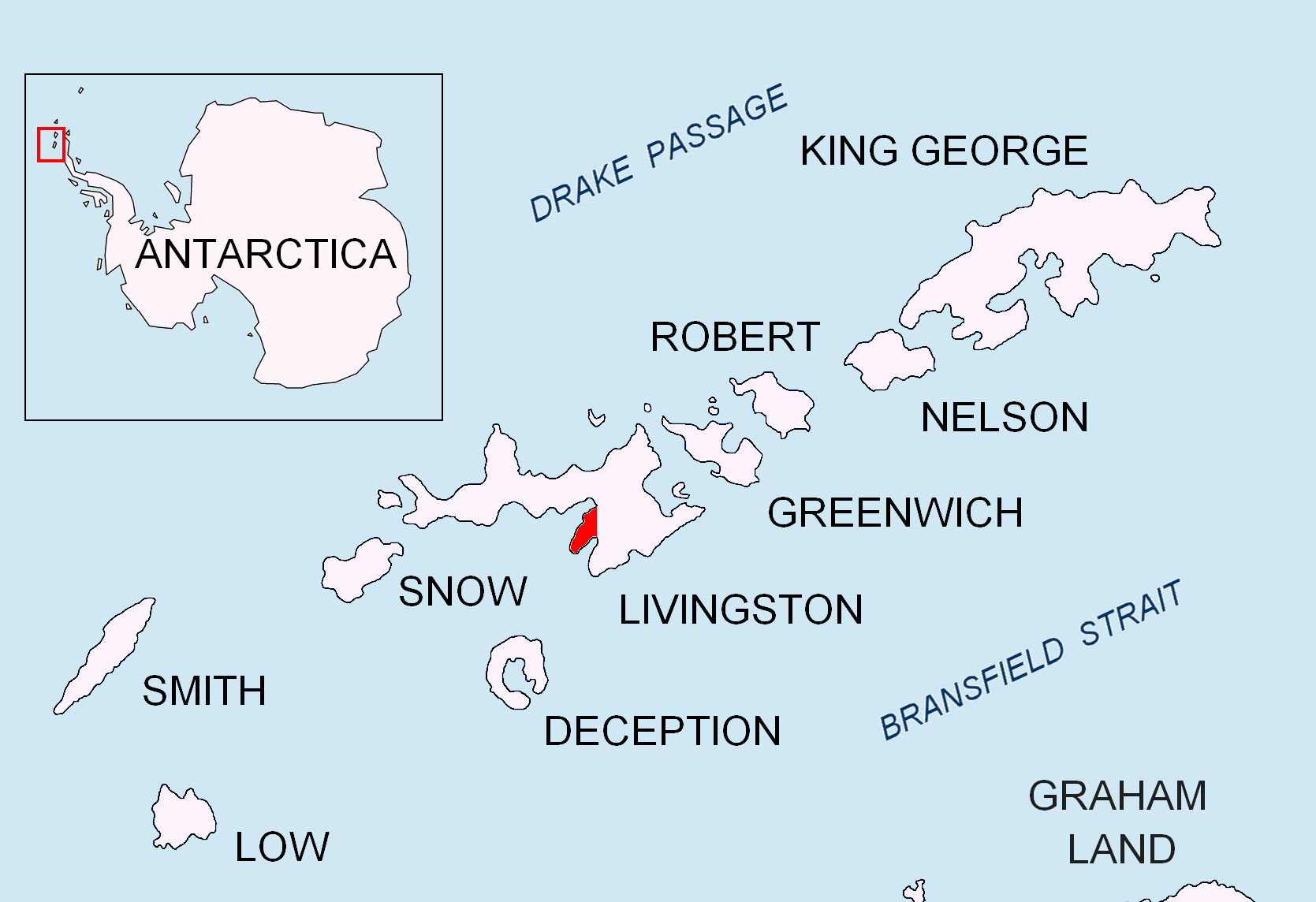

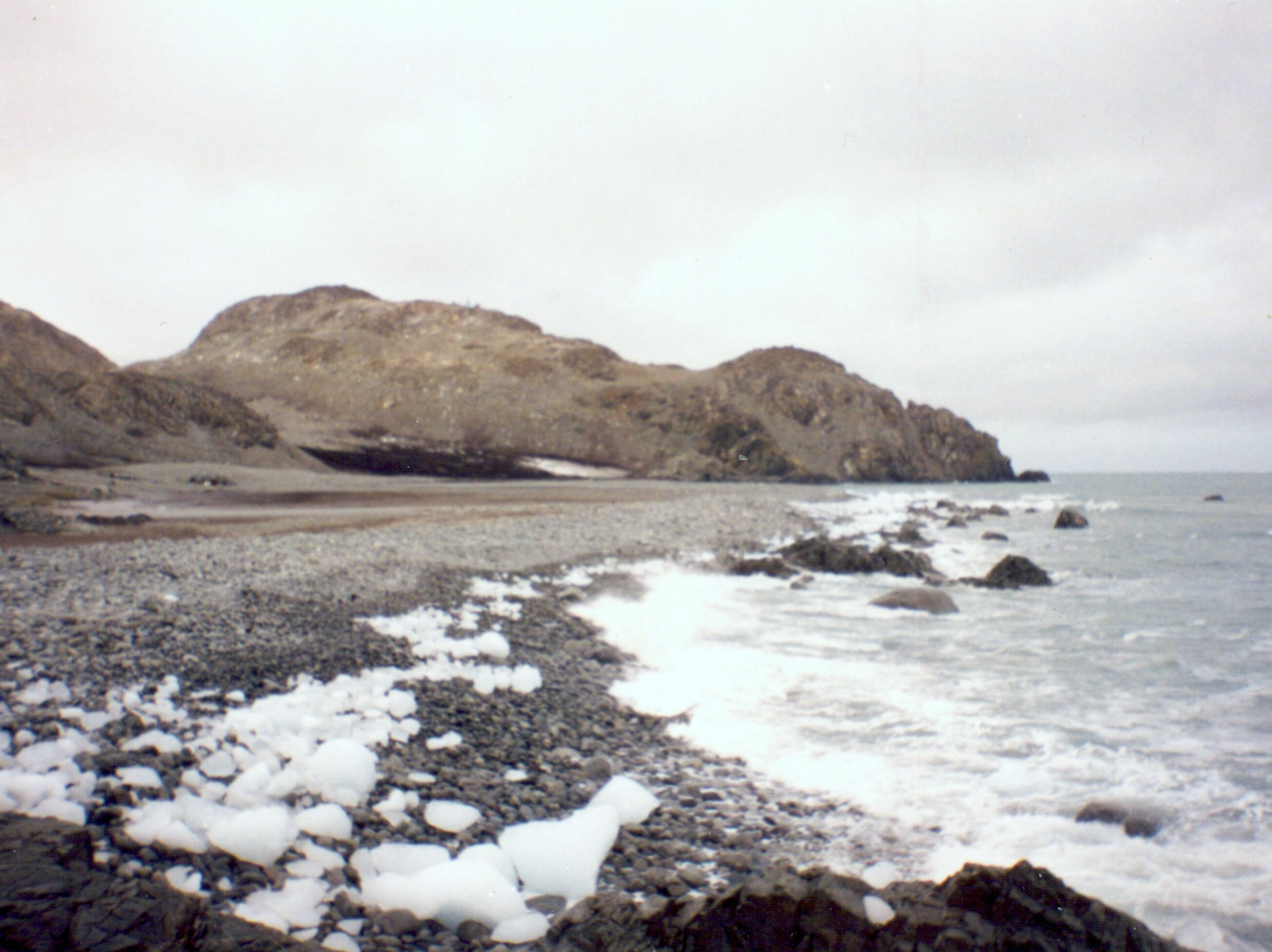

赫斯佩里得斯山是南極洲的山峰，位於南設得蘭群島的利文斯頓島東部，長0.42公里、寬0.25公里，處於錫內莫雷茨山西南面0.69公里和大西洋會嶺西北面0.51公里，海拔高度52米。

## 外部連結
- Composite Antarctic Gazetteer （页面存档备份，存于）.